# Eremothyris tabulatrix
Eremothyris tabulatrix is een vlinder uit de familie stippelmotten (Yponomeutidae). De wetenschappelijke naam van deze soort is voor het eerst geldig gepubliceerd in 1930 door Edward Meyrick.
De soort komt voor in het Afrotropisch gebied.